# Лука Јеладски
Преподобни Лука Јеладски је хришћански светитељ.
Родом је из Касторије. Још као дете никад није хтео окусити меса, и увек провођаше живот у чистоти и молитви. Једном пође на њиву са семеном жита да сеје. Но успут раздаде сиромасима већи део семена, а мањи део, што му преостаде, посеја. Даде Бог те се од то мало семена сабра већи род неголи раније од свега семена. По том Лука одбегне од своје мајке удове у манастир. Ожалошћена мајка усрдно се молила Богу да јој пројави тајну где се њен син налази. И Бог услиша молитву мајке. Игуман онога манастира сања три ноћи узастопце, да га нека жена оштро напада што јој је узео сина јединца. Тада игуман нареди Луки да одмах иде својој мајци. Лука оде, виде се с мајком, но опет се од ње удаљи, сада бесповратно. Испаштао се на тзв. Јовановој Гори. Ноћу се молио Богу, а дању је радио у башти и на њиви, не себе ради, него ради сиромаха и посетилаца. Он пак хранио се само јечменим хлебом. Бог га обдарио даром чудотворства. Умро је 946. године. Из моштију његових с времена на време истицало миро.
Српска православна црква слави га 7. фебруара по црквеном, а 20. фебруара по грегоријанском календару.